# Denis Honegger
Pour les articles homonymes, voir Honegger.
Denis Honegger, né à Edirne le 13 octobre 1907 et mort à Monaco, le 26 août 1981, est un architecte suisse.

## Biographie
Après des études d'architecture à Lausanne (1923-1924), il s'installe à Paris où il devient l'élève d'Auguste Perret. Il s'établit ensuite à Genève avec Le Corbusier.

## Réalisations
- Site Miséricorde de l'Université de Fribourg, 1937-1942, exécution par Fernand Dumas.
- Institut de physique de l'Université de Genève, 1943-1950
- Halle aux farines à Paris, 1950
- Église du Christ-Roi à Fribourg, Suisse, 1946-1954, exécution par Fernand Dumas.
- Quartier de l'Église à Pantin (1000 logements et équipements), 1956
- Rue de Meaux à Paris (500 logements et l'église Notre-Dame-de-l'Assomption des Buttes-Chaumont), 1958
- Centre technique de l'horlogerie à Besançon, 1960
- Quartier Malakoff-Sud (600 logements et commerces), 1966
- Rénovation du secteur nord de Malakoff (1800 logements), 1972

Ses archives sont conservées à la Cité de l'architecture et du patrimoine à Paris.

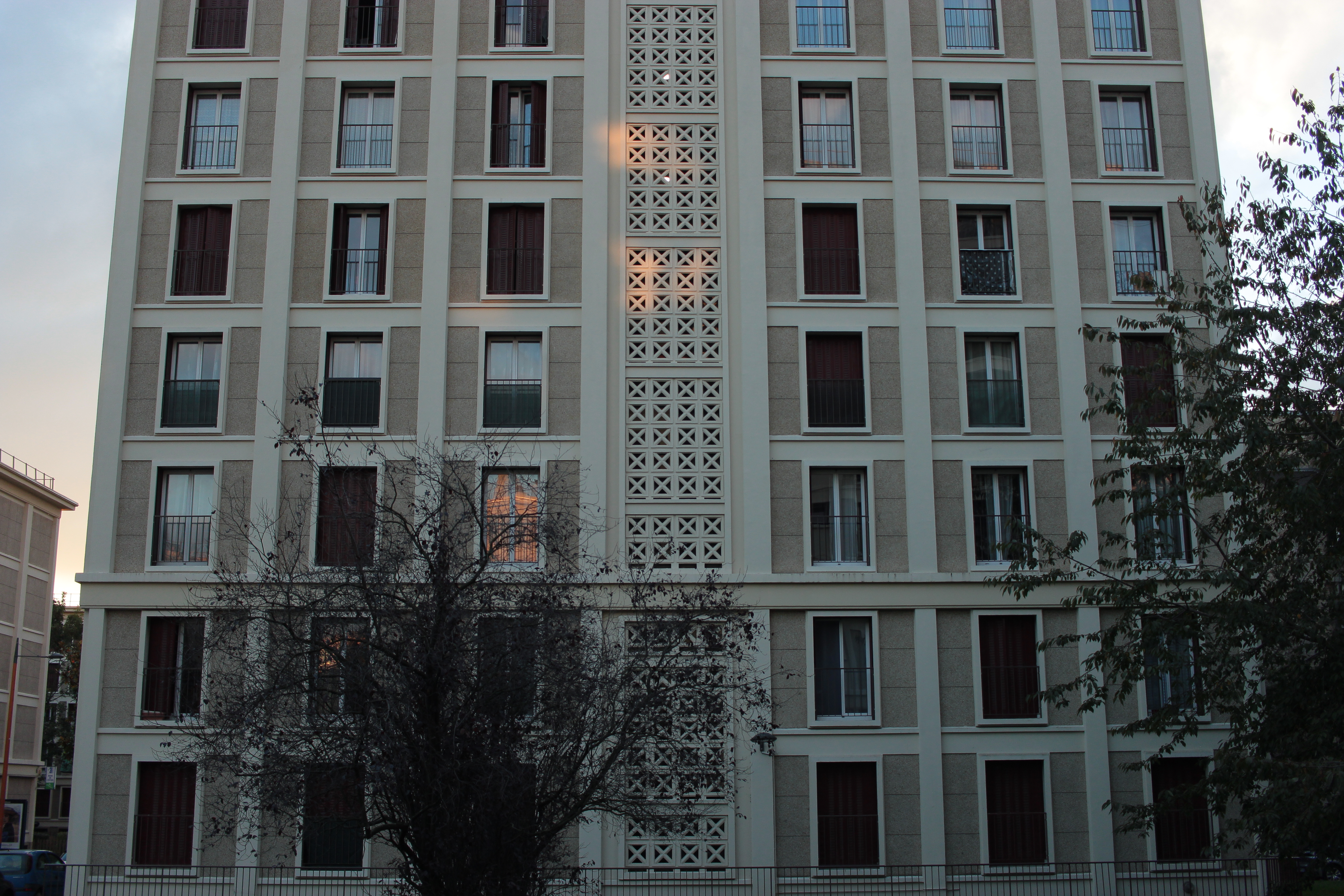
Façade d'un immeuble du quartier de l'église de Pantin
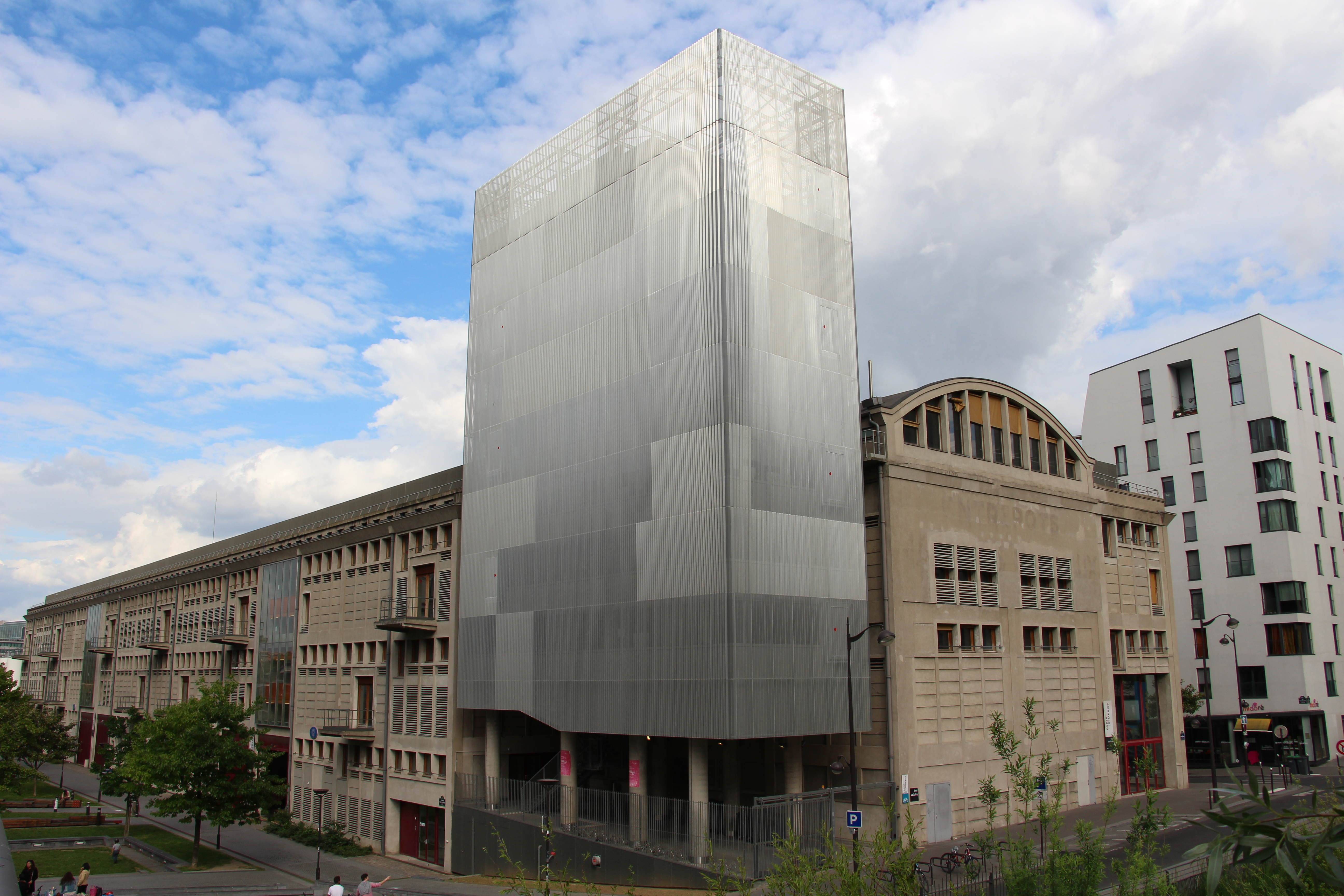
Halle aux farines
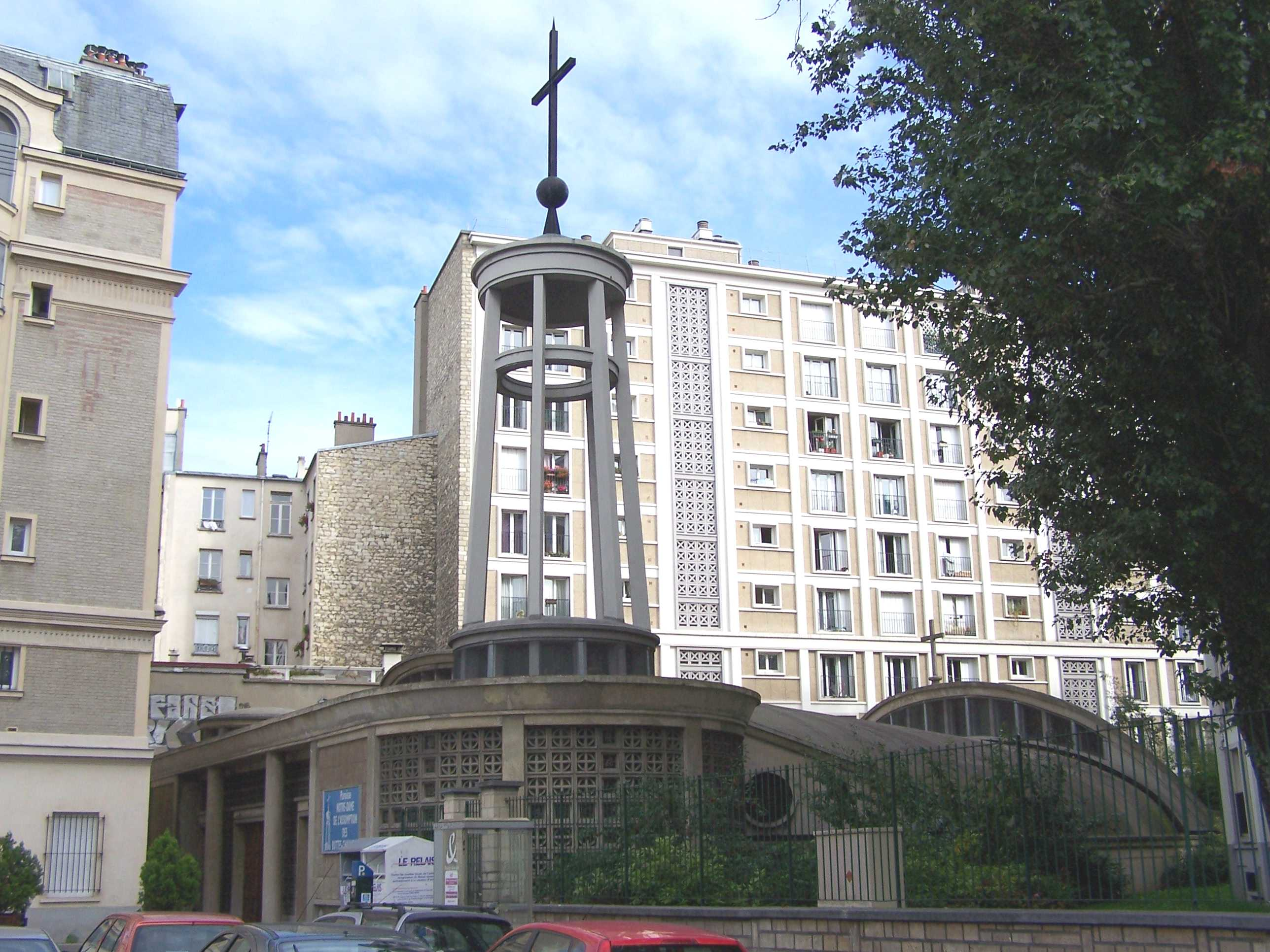
Église Notre-Dame de l'assomption des Buttes-Chaumont